# Campionati del mondo di ciclismo su pista 2015 - Inseguimento individuale maschile
La gara di inseguimento individuale maschile ai Campionati del mondo di ciclismo su pista 2015 si svolse il 21 febbraio 2015. 
Tutte le manche si svolsero sulla distanza di 4 km con partenza da fermo.

## Podio
| Pos.    | Atleta        | Nazionalità |
| ------- | ------------- | ----------- |
| Oro     | Stefan Küng   | Svizzera    |
| Argento | Jack Bobridge | Australia   |
| Bronzo  | Julien Morice | Francia     |

## Risultati

### Qualifiche
I migliori 2 tempi si qualificano alla finale per l'oro, il terzo e quarto tempo alla finale per il bronzo
| Posizione | Atleta              | Nazione       | Tempo    | Note |
| --------- | ------------------- | ------------- | -------- | ---- |
| 1         | Jack Bobridge       | Australia     | 4:16.219 | Q    |
| 2         | Stefan Küng         | Svizzera      | 4:17.183 | Q    |
| 3         | Aleksandr Serov     | Russia        | 4:19.284 | q    |
| 4         | Julien Morice       | Francia       | 4:19.684 | q    |
| 5         | Andrew Tennant      | Gran Bretagna | 4:20.733 |      |
| 6         | Kersten Thiele      | Germania      | 4:21.724 |      |
| 7         | Ryan Mullen         | Irlanda       | 4:22.669 |      |
| 8         | Alexander Edmondson | Australia     | 4:23.272 |      |
| 9         | Miles Scotson       | Australia     | 4:23.480 |      |
| 10        | Dylan Kennett       | Nuova Zelanda | 4:25.388 |      |
| 11        | Dominique Cornu     | Belgio        | 4:26.032 |      |
| 12        | Aleksandr Evtušenko | Russia        | 4:26.875 |      |
| 13        | Bobby Lea           | Stati Uniti   | 4:27.477 |      |
| 14        | Sebastián Mora      | Spagna        | 4:27.898 |      |
| 15        | Tom Bohli           | Svizzera      | 4:29.594 |      |
| 17        | Volodymyr Dzhus     | Ucraina       | 4:30.079 |      |
| 16        | Marco Coledan       | Italia        | 4:30.403 |      |
| 18        | Liam Bertazzo       | Italia        | 4:33.110 |      |
| 19        | Aleh Ahiyevich      | Bielorussia   | 4:33.983 |      |
| 20        | Cheung King Lok     | Hong Kong     | 4:55.764 |      |

### Finali
| Posizione            | Atleta          | Nazione   | Tempo    | Gap    |
| -------------------- | --------------- | --------- | -------- | ------ |
| Finale per l'Oro     |                 |           |          |        |
| 1                    | Stefan Küng     | Svizzera  | 4:18.915 |        |
| 2                    | Jack Bobridge   | Australia | 4:19.184 | +0.269 |
| Finale per il Bronzo |                 |           |          |        |
| 3                    | Julien Morice   | Francia   | 4:21.419 |        |
| 4                    | Aleksandr Serov | Russia    | 4:21.801 | +0.382 |